# نوومیخایلوفکا (شهرستان فیودوروفسکی، باشقیرستان)
نوومیخایلوفکا (انگلیسی: Novomikhaylovka, Fyodorovsky District, Republic of Bashkortostan) یک شهرک در شهرستان فیودوروفسکی استان باشقیرستان کشور روسیه است.